# Новоолексіївська селищна рада
Новоолексі́ївська се́лищна ра́да — адміністративно-територіальна одиниця та орган місцевого самоврядування в Генічеському районі Херсонської області. Адміністративний центр — селище міського типу Новоолексіївка.

## Загальні відомості
Новоолексіївська селищна рада утворена в 1938 році.
- Територія ради: 54,676 км²
- Населення ради: 10 227 осіб (станом на 2001 рік)

## Населені пункти
Селищній раді підпорядковані населені пункти:
- смт Новоолексіївка

## Склад ради
Рада складається з 30 депутатів та голови.
- Голова ради: Бурковський Олександр Рафаїлович
- Секретар ради: Войтенко Наталія Анатоліївна

### Керівний склад попередніх скликань
| Прізвище, ім'я, по батькові       | Основні відомості                                                                                 | Дата обрання | Дата звільнення |
| --------------------------------- | ------------------------------------------------------------------------------------------------- | ------------ | --------------- |
| Бурковський Олександр Рахваїлович | Селищний голова, 1964 року народження, безпартійний                                               | 26.03.2006   | 31.10.2010      |
| Бурковський Олександр Рафаїлович  | Селищний голова, 1964 року народження, освіта вища, член Всеукраїнського об'єднання «Батьківщина» | 31.10.2010   |                 |

Примітка: таблиця складена за даними сайту Верховної Ради України

### Депутати
За результатами місцевих виборів 2010 року депутатами ради стали:

#### За суб'єктами висування
| Суб'єкт висування                                       | Кількість обраних депутатів | %    |
| ------------------------------------------------------- | --------------------------- | ---- |
| Партія регіонів                                         | 15                          | 50   |
| Самовисування                                           | 8                           | 26,7 |
| Політична партія Всеукраїнське об'єднання «Батьківщина» | 5                           | 16,7 |
| Народна партія                                          | 2                           | 6,7  |

#### За округами
| № округу                                                | Прізвище, ім'я, по батькові     | Дата визнання обраним | Освіта             | Партійна приналежність                        | Відомості про обраного депутата                         |
| ------------------------------------------------------- | ------------------------------- | --------------------- | ------------------ | --------------------------------------------- | ------------------------------------------------------- |
| Народна Партія                                          |                                 |                       |                    |                                               |                                                         |
| 2                                                       | Прибильский Юрій Вікторович     | 05.11.2010            | середня            | член Партії регіонів                          | Новоолексіївка КМС — 137, машиніст хопер-дозаторів      |
| 17                                                      | Новицька Лариса Олександрівна   | 05.11.2010            | вища               | позапартійна                                  | Новоолексіївка ГУВТ, бухгалтер                          |
| Партія регіонів                                         |                                 |                       |                    |                                               |                                                         |
| 3                                                       | Гуменюк Микола Миколайович      | 05.11.2010            | вища               | член Партії регіонів                          | Новоолексіївське ПТУ — 23, викладач                     |
| 7                                                       | Лебьодкіна Лариса Павлівна      | 05.11.2010            | вища               | член Партії регіонів                          | тимчасово не працює                                     |
| 8                                                       | Козлова Олена Миколаївна        | 05.11.2010            | середня спеціальна | позапартійна                                  | приватний підприємець                                   |
| 9                                                       | Харлов Андрій Юрійович          | 05.11.2010            | вища               | член Партії регіонів                          | приватний підприємець                                   |
| 11                                                      | Ремез Орися Михайлівна          | 05.11.2010            | середня спеціальна | член Партії регіонів                          | пенсіонер                                               |
| 13                                                      | Бабченко Віктор Сергійович      | 05.11.2010            | середня спеціальна | член Партії регіонів                          | Фермерське господарство «Єремко»                        |
| 14                                                      | Зіадінов Еннан Імаденович       | 05.11.2010            | вища               | член Партії регіонів                          | приватний підприємець                                   |
| 15                                                      | Єремко Володимир Іванович       | 05.11.2010            | середня спеціальна | член Партії регіонів                          | Фермерське господарство «Єремко», керівник              |
| 20                                                      | Мацюта Віктор Михайлович        | 05.11.2010            | середня            | позапартійний                                 | Новоолексіївськаселищна рада, начальник опорного пункту |
| 21                                                      | Ліхоткін Валерій Васильович     | 05.11.2010            | середня спеціальна | позапартійний                                 | БМЕУ № 6, майстер                                       |
| 23                                                      | Гостьєв Олександр Олександрович | 05.11.2010            | вища               | член Партії регіонів                          | Джанкойськевагонне ДЕПО, оглядач вагонів                |
| 24                                                      | Фомін Анатолій Миколайович      | 05.11.2010            | вища               | член Партії регіонів                          | ТОВ "Вторметпівдень, майстер                            |
| 26                                                      | Мірошниченко Микола Васильович  | 05.11.2010            | вища               | член Партії регіонів                          | Генічеська ЦРЛ, провізор                                |
| 29                                                      | Бекіров Наріман Умерович        | 05.11.2010            | середня            | позапартійний                                 | приватний підприємець                                   |
| 30                                                      | Мустафаєв Рустем Сеярович       | 05.11.2010            | вища               | позапартійний                                 | тимчасово не працює                                     |
| Політична партія Всеукраїнське об'єднання «Батьківщина» |                                 |                       |                    |                                               |                                                         |
| 1                                                       | Бернацький Іван Іванович        | 05.11.2010            | вища               | позапартійний                                 | Новоолексіївська загальноосвітня школа № 2, вчитель     |
| 4                                                       | Цапок Марія Іванівна            | 05.11.2010            | середня            | член Всеукраїнського об'єднання «Батьківщина» | пенсіонер                                               |
| 6                                                       | Войтенко Наталя Анатоліївна     | 05.11.2010            | середня спеціальна | позапартійна                                  | Новоолексіївська селищна рада, секретар                 |
| 16                                                      | Штобба Анатолій Петрович        | 05.11.2010            | вища               | позапартійний                                 | тимчасово не працює                                     |
| 18                                                      | Приходько Роман Геннадійович    | 05.11.2010            | вища               | член Всеукраїнського об'єднання «Батьківщина» | Новоолексіївська загальноосвітня школа № 2, вчитель     |
| Самовисування                                           |                                 |                       |                    |                                               |                                                         |
| 5                                                       | Войтенко Світлана Василівна     | 09.03.2011            | вища               | позапартійна                                  | ВАТ «Ощадбанк», касир                                   |
| 10                                                      | Белялова Гульнара Діляверівна   | 05.11.2010            | вища               | позапартійна                                  | Новоолексіївська селищна рада., головний бухгалтер      |
| 12                                                      | Єремко Надія Іванівна           | 05.11.2010            | середня спеціальна | позапартійна                                  | тимчасово не працює                                     |
| 19                                                      | Двігулін Анатолій Петрович      | 05.11.2010            | вища               | позапартійний                                 | пенсіонер                                               |
| 22                                                      | Рожкова Тетяна Вікторівна       | 05.11.2010            | середня спеціальна | позапартійна                                  | Новоолексіївський дитячий садок «Джерельце», бухгалтер  |
| 25                                                      | Куртвелієв Едем                 | 05.11.2010            | середня            | позапартійний                                 | приватний підприємець                                   |
| 27                                                      | Самійленко Надія Володимирівна  | 05.11.2010            | вища               | позапартійна                                  | Новоолексіївська загальноосвітня школа № 1, вчитель     |
| 28                                                      | Ішмуратов Сейран Абдурахманович | 05.11.2010            | вища               | член Всеукраїнського об'єднання «Батьківщина» | приватний підприємець                                   |